# حمام هندرسون الإمبراطوري
حمامة هندرسون الإمبراطورية(الاسم العلمي: Ducula harrisoni)، أو حمامة جزيرة هندرسون الإمبراطورية، نوع من الطيور المنقرضة تتبع فصيلة الحمامية. وصف من بقايا جُزأُحفوريّة الموجودة في جزيرة هندرسون في مجموعة جزر بيتكيرن في جنوب شرق بولينيزيا.

## الانقراض
انقرض هذه الحمام بعد الاستعمار البشري لهندرسون، وهو الحدث الذي وقع بحلول عام 1050 م. كما اختفى اثنان من الأنواع الثلاثة الأخرى من الحمام في الجزيرة، وكذلك طيور أخرى انقرضة أيضًا.